# Kanpur

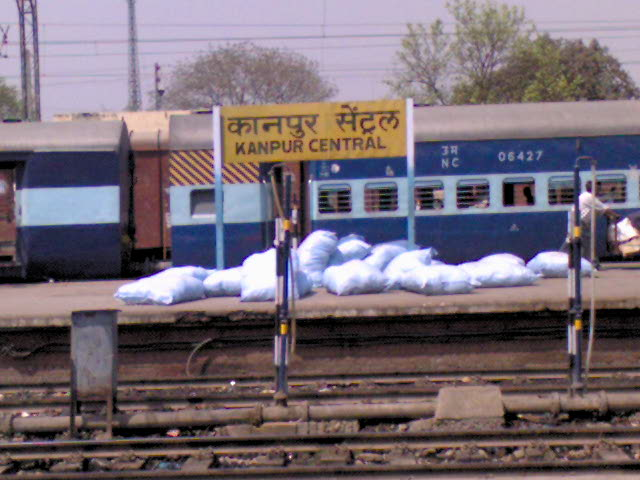
stacja kolejowa w Kanpur

Kanpur (hindi: कानपुर, do 1948 r. znany jako Cawnpore) – największe miasto stanu Uttar Pradesh w północnych Indiach.
Kanpur jest położony nad rzeką Ganges, na południowy zachód od Lakhnau i jest ważnym centrum przemysłu maszynowego, tekstylnego, elektronicznego, metalowego i chemicznego. Zajmuje obszar 3155 km², zaś jego populacja wynosi 4.581 mln (2024 r.). Kanpur posiada kilkanaście instytucji edukacyjnych takich jak: CSJM University, Indian Institut of Technology, Harcourt Butler Technological Institute (HBTI), University Institute of Engineering i Technology oraz GSVM Medical College.

## Historia
Na terenie obecnego miasta w 1207 roku Raja Kanti Deo z Prayag założył miejscowość Kohna. W  1579 roku po raz pierwszy użyto nazwy Kanpur.
Od 1773 do 1801 Kanpur był częścią  królestwa Avadh. W 1801 miejscowość została zajęta przez wojska brytyjskie. Pod wpływem Kompanii Wschodnioindyjskiej w mieście osiedliło się wiele firm kupieckich. Szybko wzrosła ilość ludności.
Podczas oblężenia w czasie powstania sipajów przeciwko okupantom brytyjskim  w 1857 roku rebelianci indyjscy przyczynili się do śmierci całego garnizonu brytyjskiego. Zginęło wówczas ok. 1000 wojskowych i cywili w tym także kobiety i dzieci.
Od 15 sierpnia 1947 roku tj. od momentu odzyskania przez Indie niepodległości miasto wchodzi w skład nowo powstałego państwa – Unii Indyjskiej.
W grudniu 1959 rząd indyjski założył w mieście IIT Kanpur (Indian Institute of Technology in Kanpur) – jedną z siedmiu elitarnych szkół technicznych Indii.

## Klimat
Podczas pory deszczowej, monsunu – gorący. Przeciętnie w ciągu roku temperatury wynoszą 25,7 °C (15,9 °C w styczniu i 33,6 °C w maju i czerwcu). Roczna ilość opadów około 823 mm.

## Obiekty kultu
- Shri Purnanda Ajapa Yoga Sansthan (tzw. Kanpur aśram) – aśram adźapajogi[3][4].

## Zabytki
- neoromański kościół All Souls' Memorial zbudowany w 1857 dla upamiętnienia ofiar brytyjskich podczas powstania sipajów[2].

## Miasta partnerskie
- San Jose, Stany Zjednoczone
- Wuhan, Chińska Republika Ludowa
- Sunshine Coast, Australia
- Manchester, Wielka Brytania
- Saitama, Japonia